# Viktor Amadeus III.

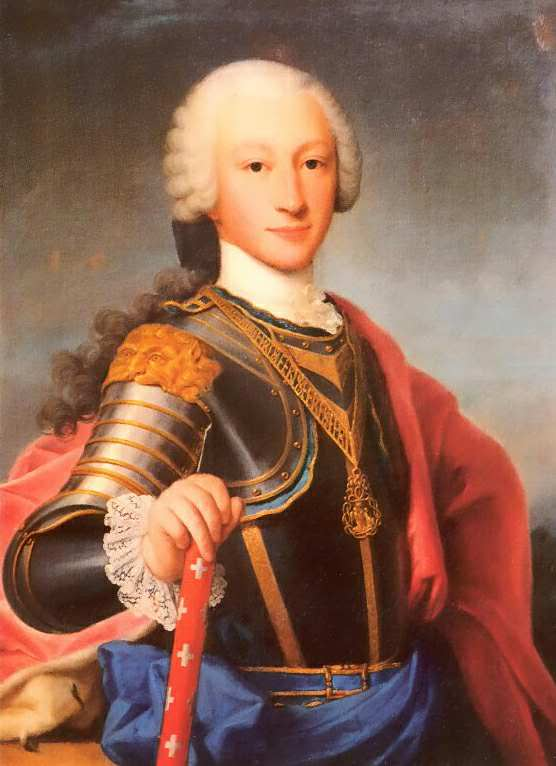
König Viktor Amadeus III. von Sardinien-Piemont

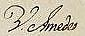
Signatur von 1780

Viktor Amadeus III. Maria, italienisch Vittorio Amedeo III. Maria (* 26. Juni 1726 in Turin; † 16. Oktober 1796 in Moncalieri), war König von Sardinien-Piemont und Herzog von Savoyen.

## Herkunft
Viktor Amadeus III. war der älteste Sohn von König Karl Emanuel III. von Sardinien-Piemont und dessen zweiter Gemahlin Polyxena von Hessen-Rheinfels-Rotenburg. 1773 folgte er seinem Vater als König von Sardinien und Herzog von Savoyen auf den Thron.

## Wirken

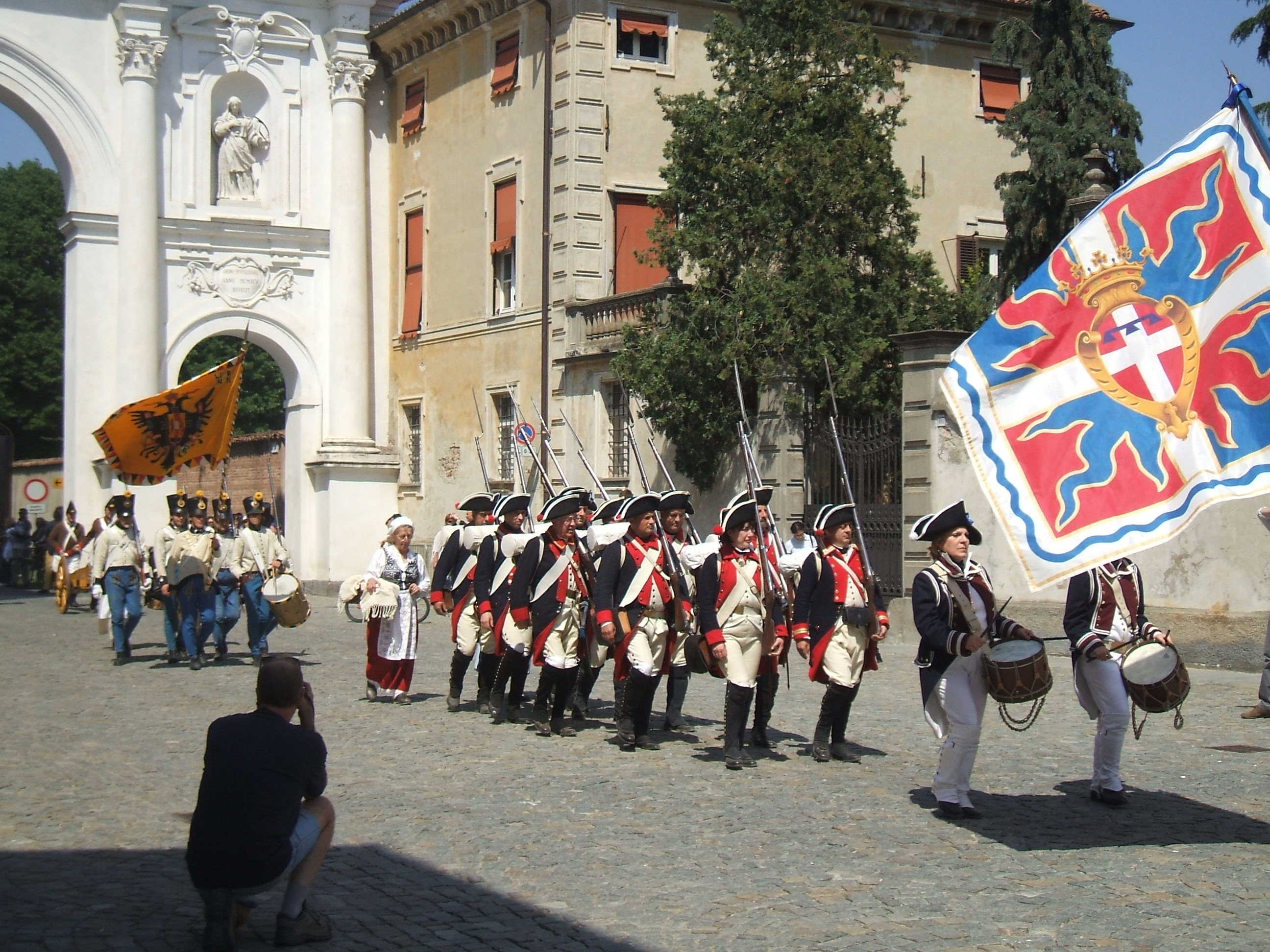
Aufmarsch des sardinischen Militärs zum 211. Jahrestag des Vertrags von Cherasco aus dem Jahr 1796

Viktor Amadeus wird als konservativ und tief religiös beschrieben. Beim Ausbruch der Französischen Revolution 1789 nahm er Partei für die Royalisten und kam so in Konflikt mit der Französischen Republik. 1792 beanspruchte die Revolutionsregierung Savoyen als das 84. Département von Frankreich und teilte ihm provisorisch den Namen Mont Blanc zu; daraufhin erklärte Viktor Amadeus Frankreich den Krieg. 1793 stiftete der König die Tapferkeitsmedaille (Medaglia al Valore Militare).
Während Savoyen und die Grafschaft Nizza eine rasche Beute der französischen Revolutionsarmee wurden, konnten sich die Piemonteser – militärisch unterstützt von Österreich – vier Jahre lang gegen die Italienarmee Napoleon Bonapartes behaupten. Doch 1796 gingen in rascher Abfolge die Schlachten bei Montenotte, Millesimo und Mondovì verloren; darauf rief Frankreich im Piemont die kurzlebige Republik Alba aus. Mit dem Waffenstillstand von Cherasco schied Sardinien-Piemont aus der ersten Koalition aus und anerkannte die Abtretung von Savoyen und Nizza an Frankreich, erhielt im Gegenzug aber die besetzten italienischen Länder zurück. Im selben Jahr starb Viktor Amadeus an einem Schlaganfall. Er hinterließ ein bankrottes und vom Krieg verwüstetes Königreich.
Victor Amadeus III. war ein Ururenkel des englischen Königs Karl I. aus dem Haus Stuart. Daher leiteten die Jakobiten nach dem Aussterben der Stuarts in direkter männlicher Linie im Jahr 1807 ihren Thronanspruch für seinen Sohn Karl Emanuel IV. ab.

## Heirat und Nachkommen

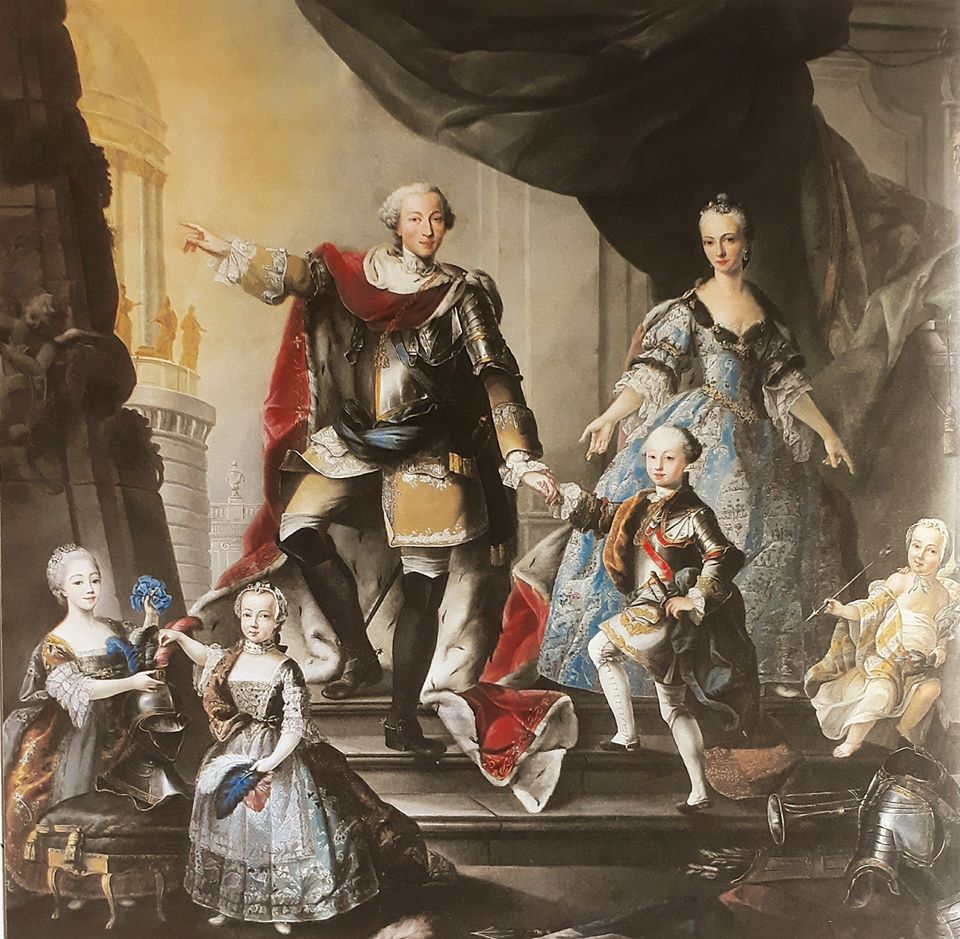
Die Familie von Viktor Amadeus III. um 1760, Gemälde von Giuseppe Duprà

Er vermählte sich am 31. Mai 1750 in Oulx mit Infantin Maria Antonia von Spanien, die ihm folgende zwölf Kinder gebar:
- Karl Emanuel IV. (* 24. Mai 1751; † 6. Oktober 1819), 1796–1802 König von Sardinien
- Carlotta Isabella (* 16. Juli 1752; † 17. April 1753), Prinzessin von Savoyen
- Maria Josepha (* 2. September 1753; † 13. November 1810) ⚭ 1771 König Ludwig XVIII. von Frankreich
- Amedeo Alessandro (* 5. Oktober 1754; † 29. April 1755), Herzog von Montferrat
- Maria Teresa (* 31. Januar 1756; † 2. Juni 1805) ⚭ 1773 König Karl X. von Frankreich
- Marianna (* 17. Dezember 1757; † 11. Oktober 1824) ⚭ 1775 Moritz von Savoyen (1741–1808), Herzog von Chablais
- Viktor Emanuel I. (* 24. Juli 1759; † 10. Januar 1824), Herzog von Aosta, 1802–1821 König von Sardinien
- Maria Giuseppa (* 21. November 1760; † 19. Mai 1768), Prinzessin von Savoyen
- Maurizio Giuseppe (* 13. Dezember 1762; † 1. September 1799), Herzog von Montferrat
- Maria Carolina (* 17. Januar 1764; † 28. Dezember 1782) ⚭ 1781 König Anton I. von Sachsen
- Karl Felix (* 6. April 1765; † 27. April 1831), König von Sardinien
- Giuseppe Benedetto (* 5. Oktober 1766; † 29. Oktober 1802), Graf von Maurienne und Asti